# NGC 2918
NGC 2918 (другие обозначения — UGC 5112, MCG 5-23-19, ZWG 152.32, PGC 27282) — эллиптическая галактика (E) на расстоянии 302 млн световых лет в созвездии Льва. Открыта Уильямом Гершелем в 1785 году.
Этот объект входит в число перечисленных в оригинальной редакции «Нового общего каталога».

## Свойства
Радиальная скорость галактики составляет 6770 км/с, диаметр 132 тыс. световых лет.
Имеется указание на существование полярного кольца, очень тусклого, однако ориентированного в удачном для наблюдения направлении краем к нам.
Входит в пару с галактикой MCG+05-23-017, находящейся на угловом расстоянии около 12′. Вместе с ней является частью группы галактик LDC 666.

## Любительские наблюдения
В любительский телескоп галактика визуально подобна своим фотографическим изображениям. Она выглядит умеренно яркой и очень слабо овальной по форме, с большой осью, ориентированной с восток-северо-востока на запад-юго-запад. У неё наблюдается яркое ядро и хорошо очерченные края. В поле зрения телескопа лежит посредине между двумя звёздами поля, линия между которыми ориентирована с севера на юг.